# 黃源協
黃源協，國立暨南國際大學社會政策與社會工作學系暨研究所專任教授兼人文學院院長。

## 學歷
- 東吳大學社會學系學士
- 東吳大學社會學研究所碩士
- 國立中正大學社會福利學系暨研究所碩士
- 英國纽卡斯尔大学社會政策博士

## 外部連結
- 黃源協個人網頁[永久]